# Кирово
Ки́рово (болг. Кирово) — село в Бургаській області Болгарії. Входить до складу общини Средець.

## Населення
За даними перепису населення 2011 року у селі проживала 21 особа.
Національний склад населення села:
| Національність   | Кількість осіб | Відсоток |
| ---------------- | -------------- | -------- |
| болгари          | 17             | 81,0%    |
| цигани           | 3              | 14,3%    |
| Всього відповіли | 21             |          |

Розподіл населення за віком у 2011 році:
Динаміка населення: